# ملوانچه آبی
ملوانچه آبی (نام علمی: Pseudoneptis) نام یک سرده از خانواده فرچه‌پایان است.